# Villa General Belgrano

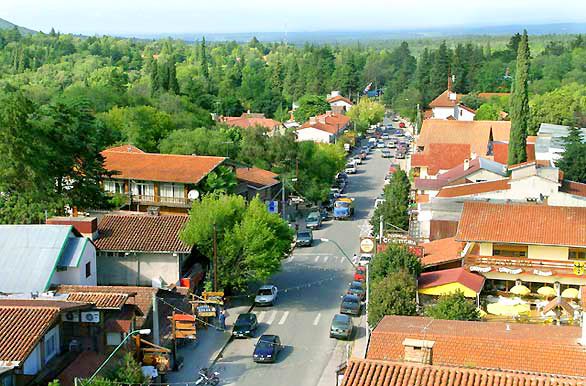
Villa General Belgrano.

Villa General Belgrano é um município da província de Córdova, na Argentina.